# Andrea Tonti
Andrea Tonti (født 16. februar 1976) er en italiensk tidligere professionel cykelrytter.